# Gatera (náutica)

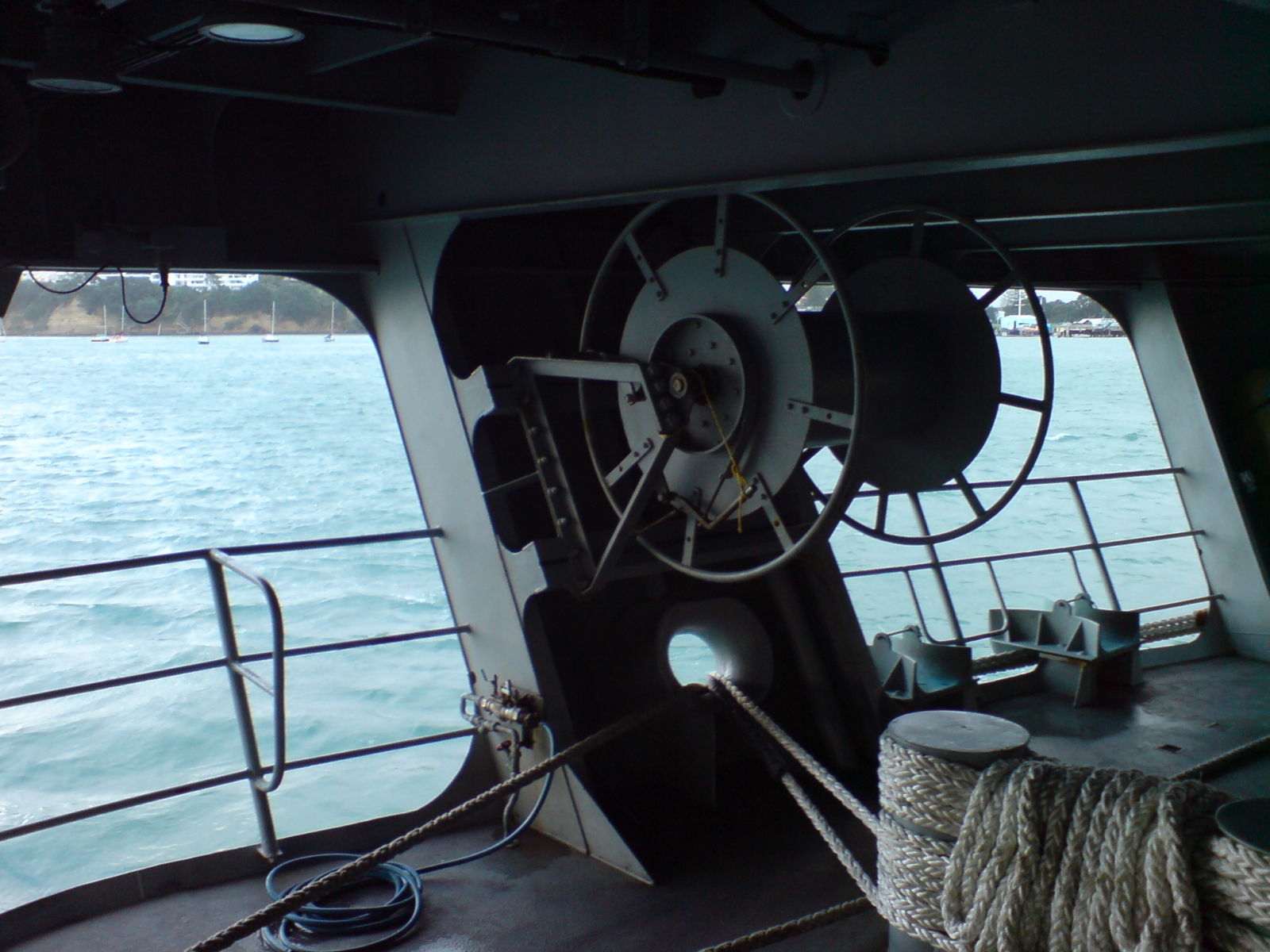
Tres cabos de amarre a través de una gatera.

En náutica, la gatera (ant. groera de los cables) de una embarcación, es una pieza de madera dura o metal que se encuentra fija en los costados entre dos candeleros, tiene un agujero en el centro por el que pasa un cabo (cuerda) o cadena que sirve para amarrar la embarcación a tierra. (ing. Mooring chocks).

## Etimología
La gatera, antiguamente, en el arsenal de Cartagena se le llamaba groera de los cables. 

## Historia
Anteriormente, su función la ejercían las gateras, unos agujeros en cada esquina o ángulo de la cara de proa (adelante) de cada banda (lado) de los cuarteles de la escotilla mayor, servían para dar paso a los dos cables (cuerdas) con que está amarrado el buque en un fondeadero.
Luego, fueron de madera con su agujero forrado por un aro metálico. 
En las primeras décadas del siglo XX, en los barcos de metal, las gateras se reforzaban con una plancha debajo de los baos. La gatera estaba constituida por una bocina cilíndrica, hecha en dos partes para su montaje, con labios bastante desarrollados, tanto sobre la cubierta como debajo de ella, para disminuir el desgaste de la cadena. Además, el término "gatera" también se refiere al tubo por el cual la cadena del ancla pasa desde la caja de cadenas hasta el cabrestante.

Asimismo son cualquiera de los tubos curvados que revisten las groeras por donde bajan las cadenas de las anclas desde la cubierta hasta la caja de anclas que hay en la bodega por la cara de proa del palo mayor. En el caso de carecer de estos tubos, recibe el nombre de gatera el recorte circular en cada ángulo de la cara de proa de cada amura de los cuarteles de la escotilla mayor, para el paso de los dos cables con los que se amarra un barco en un muelle o fondeadero.